# Stefano Fogato
Stefano Fogato (Milano, 1958 – Parigi, 4 giugno 2022) è stato un fotografo italiano.

## Biografia
Verso la metà degli anni '80 si stabilisce a Levanzo per documentare la vita dura dei pescatori di tonno di Favignana, a quei tempi pochissimo nota, e che pubblicherà in un volume solo nel 2013.
Nel 1991 si trasferisce a Parigi ed ottiene a partire dal 1994 l'esclusiva con il Théâtre du Soleil d’Ariane Mnouchkine, come Henri Cartier-Bresson e Martine Franck.
Negli stessi anni inizia anche la collaborazione con Ciprì e Maresco per le fotografie di Cinico TV e che saranno oggetto nel 2022, di una mostra al Centro Internazionale di Fotografia di Palermo assieme alla proiezione dei celebri video. La mostra fotografica di Fogato, le cui foto sono state realizzate negli anni 1991 e 1992, sarà essa stessa un omaggio al fotografo, scomparso a il 4 giugno, in quanto la mostra si è tenuta dal 21 giugno al 31 luglio.
All’attivo mostre in Italia e all’estero dove ha esposto in importanti musei e gallerie.

## Pubblicazioni
- I tonnaroti di Favignana, Nuova IPSA, Palermo, 2013 - ISBN 978-8876765094